# منتی رود (فلوریدا)
ماناتی رود (به انگلیسی: Manatee Road) یک منطقهٔ مسکونی در ایالات متحده آمریکا است که در شهرستان لوی، فلوریدا واقع شده‌است. ماناتی رود ۳۴٫۸ کیلومتر مربع مساحت و ۲٬۲۴۴ نفر جمعیت دارد و ۹ متر بالاتر از سطح دریا واقع شده‌است.